# Odyssey (Band)

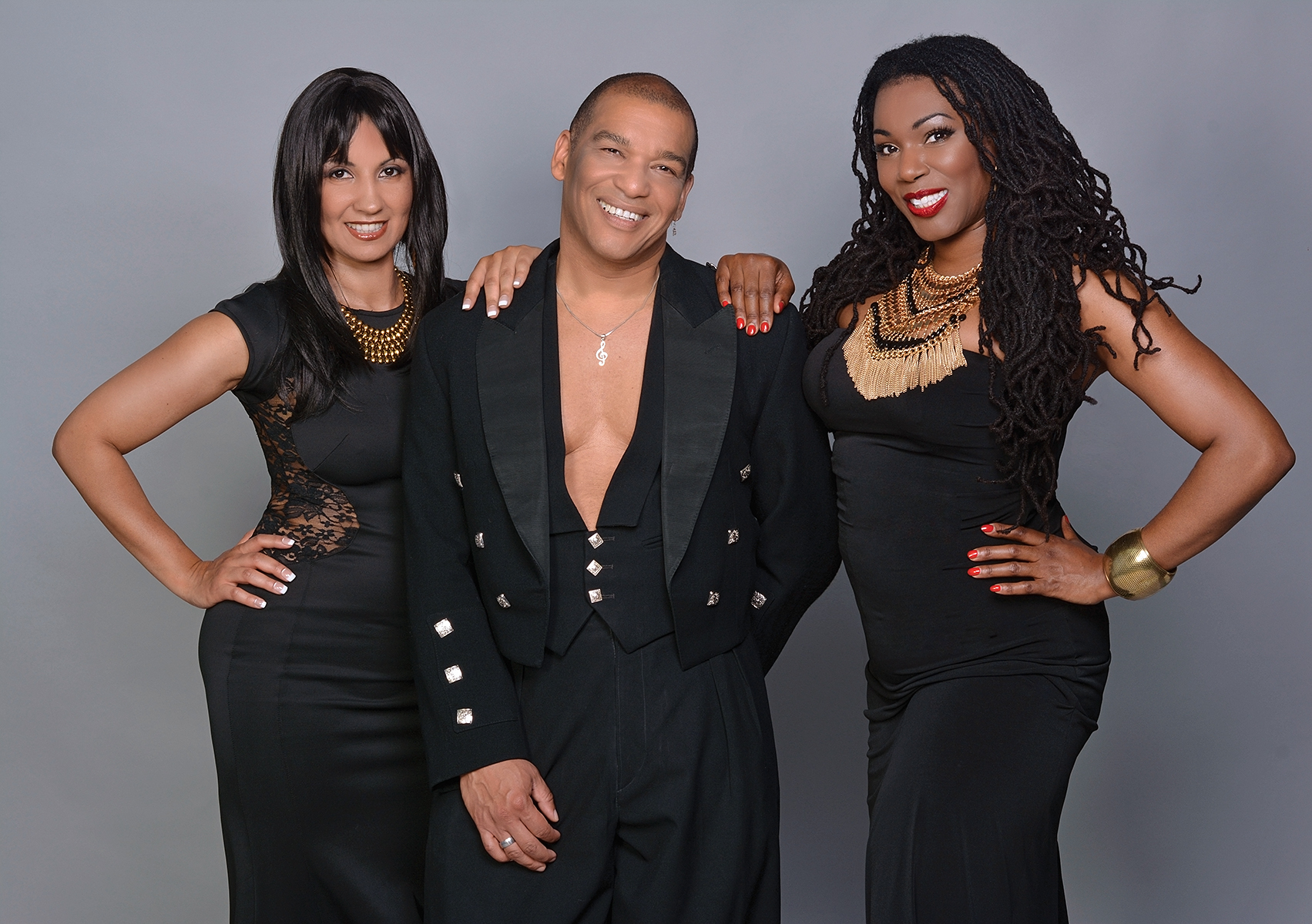
Odyssey (2013)

Odyssey ist eine amerikanische Soul- und Disco-Band, die ihre größten Erfolge in den 1970er und 1980er Jahren hatte und bis heute vor allem durch ihr 1981er Cover des Hits Going Back to My Roots von Lamont Dozier bekannt ist.

## Bandgeschichte
Die auf den Jungferninseln geborenen und in New York lebenden Schwestern Carmen, Lillian und Louise Lopez gründeten 1968 das Gesangstrio The Lopez Sisters. Nachdem Carmen geheiratet und sich für ein Leben als Hausfrau entschieden hatte, verließ sie die Gruppe. Die verbliebenen Schwestern gründeten mit dem in Manila geborenen Musiker Tony Reynolds eine neue Band, die den Namen Odyssey erhielt.
Nach diversen Auftritten in New Yorker Clubs sowie auf Hochzeiten und anderen Partys hatte die Gruppe 1977 erste Charterfolge mit dem Lied Native New Yorker und dem nach der Band benannten Debütalbum, die zu den erfolgreichsten Tonträgern der Bandgeschichte in den Vereinigten Staaten wurden. Die meisten Hits hatte Odyssey allerdings zwischen 1980 und 1987 in Großbritannien, wo es insgesamt neun Singles in die Charts schafften, von denen sich fünf in den Top 10 platzieren. Use It Up and Wear It Out war 1980 sogar ein Nummer-eins-Hit. Auch die 1981er Single Going Back to My Roots platzierte sich weltweit in den Hitparaden und wurde auch später häufig gecovert und gesampelt.
Odyssey ist heute noch aktiv und wird von Steven Collazo, dem Sohn Lillian Lopez’, mit wechselnder Besetzung weitergeführt.

## Mitglieder
Gründungsmitglieder
- Louise Lopez (* 22. Februar 1933, † 28. Januar 2015) – Gesang
- Lillian Lopez (eigentlich Lillian A. Lopez-Collazo-Jackson; * 16. November 1935, † 4. September 2012) – Gesang
- Tony Reynolds (* 06. August 1942, Manila, † 02. Februar 2010) – Gesang

Aktuelle Besetzung
- Steven Collazo (New York) – Gesang, Keyboard
- Romina Johnson
- Jerdene Wilson

Ehemalige Mitglieder
- Bill McEachern – Gesang
- Al Jackson (eigentlich Albert B Jackson; * 27. Oktober 1939) – Gesang
- Anne Peters – Gesang
- Annis Peters – Gesang

## Diskografie

### Studioalben
| Jahr | Titel Musiklabel Katalog-Nr.            | Höchstplatzierung, Gesamtwochen, AuszeichnungChartplatzierungen (Jahr, Titel, Musiklabel Katalog-Nr., Platzierungen, Wochen, Auszeichnungen, Anmerkungen) | Höchstplatzierung, Gesamtwochen, AuszeichnungChartplatzierungen (Jahr, Titel, Musiklabel Katalog-Nr., Platzierungen, Wochen, Auszeichnungen, Anmerkungen) | Höchstplatzierung, Gesamtwochen, AuszeichnungChartplatzierungen (Jahr, Titel, Musiklabel Katalog-Nr., Platzierungen, Wochen, Auszeichnungen, Anmerkungen) | Höchstplatzierung, Gesamtwochen, AuszeichnungChartplatzierungen (Jahr, Titel, Musiklabel Katalog-Nr., Platzierungen, Wochen, Auszeichnungen, Anmerkungen) | Höchstplatzierung, Gesamtwochen, AuszeichnungChartplatzierungen (Jahr, Titel, Musiklabel Katalog-Nr., Platzierungen, Wochen, Auszeichnungen, Anmerkungen) | Höchstplatzierung, Gesamtwochen, AuszeichnungChartplatzierungen (Jahr, Titel, Musiklabel Katalog-Nr., Platzierungen, Wochen, Auszeichnungen, Anmerkungen) | Anmerkungen                                                                     |
| Jahr | Titel Musiklabel Katalog-Nr.            | DE | AT | CH | UK | US | R&B | Anmerkungen                                                                     |
| ---- | --------------------------------------- | --- | --- | --- | --- | --- | --- | ------------------------------------------------------------------------------- |
| 1977 | Odyssey RCA Victor 2204                 | — | — | — | — | US36 (38 Wo.)US | R&B16 (25 Wo.)R&B | Erstveröffentlichung: September 1977 Produzenten: Charlie Calello, Sandy Linzer |
| 1978 | Hollywood Party Tonight RCA Victor 3031 | — | — | — | — | US123 (5 Wo.)US | R&B72 (2 Wo.)R&B | Erstveröffentlichung: Oktober 1978 Produzenten: Charlie Calello, Sandy Linzer   |
| 1980 | Hang Together RCA Victor 3526           | — | — | — | UK38 (3 Wo.)UK | US181 (4 Wo.)US | R&B66 (5 Wo.)R&B | Erstveröffentlichung: Mai 1980 Produzent: Sandy Linzer                          |
| 1981 | I Got the Melody RCA Victor 3910        | — | — | — | UK29 (7 Wo.)UK | US175 (5 Wo.)US | R&B62 (7 Wo.)R&B | Erstveröffentlichung: Juni 1981 Produzent: Steve Tyrell                         |
| 1982 | Happy Together RCA Victor 4240          | — | — | — | UK21 (8 Wo.)UK | — | R&B23 (18 Wo.)R&B | Erstveröffentlichung: Juni 1982 Produzent: Jimmy Douglass                       |

grau schraffiert: keine Chartdaten aus diesem Jahr verfügbar
Weitere Studioalben
- 2011: Legacy (ISM Records 004)

### Kompilationen
| Jahr | Titel Musiklabel Katalog-Nr.            | Höchstplatzierung, Gesamtwochen, AuszeichnungChartplatzierungen (Jahr, Titel, Musiklabel Katalog-Nr., Platzierungen, Wochen, Auszeichnungen, Anmerkungen) | Höchstplatzierung, Gesamtwochen, AuszeichnungChartplatzierungen (Jahr, Titel, Musiklabel Katalog-Nr., Platzierungen, Wochen, Auszeichnungen, Anmerkungen) | Höchstplatzierung, Gesamtwochen, AuszeichnungChartplatzierungen (Jahr, Titel, Musiklabel Katalog-Nr., Platzierungen, Wochen, Auszeichnungen, Anmerkungen) | Höchstplatzierung, Gesamtwochen, AuszeichnungChartplatzierungen (Jahr, Titel, Musiklabel Katalog-Nr., Platzierungen, Wochen, Auszeichnungen, Anmerkungen) | Höchstplatzierung, Gesamtwochen, AuszeichnungChartplatzierungen (Jahr, Titel, Musiklabel Katalog-Nr., Platzierungen, Wochen, Auszeichnungen, Anmerkungen) | Höchstplatzierung, Gesamtwochen, AuszeichnungChartplatzierungen (Jahr, Titel, Musiklabel Katalog-Nr., Platzierungen, Wochen, Auszeichnungen, Anmerkungen) | Anmerkungen |
| Jahr | Titel Musiklabel Katalog-Nr.            | DE | AT | CH | UK | US | R&B | Anmerkungen |
| ---- | --------------------------------------- | --- | --- | --- | --- | --- | --- | --- |
| 1982 | The Magic Touch of Odyssey Telstar 2223 | — | — | — | UK69 (5 Wo.)UK | — | — | Erstveröffentlichung: November 1982 Produzent: Neil Palmer                                                                     |
| 1987 | The Greatest Hits Stylus Music 735      | — | — | — | UK26 Silber · (8 Wo.)UK | — | — | Erstveröffentlichung: September 1987 auch als Doppel-LP mit “Exclusive Free Remix Album” Remixe: John Morales, Sergio Munzibai |

grau schraffiert: keine Chartdaten aus diesem Jahr verfügbar
Weitere Kompilationen
- 1981: The Best of Odyssey (UK: Silber)
- 1984: Magic Moments with Odyssey
- 1989: Greatest Hits
- 1989: Use It Up and Wear It Out / Going Back to My Roots (Minialbum)
- 1990: Native New Yorker – Golden Classics
- 1992: Roots: The Best of Odyssey
- 1997: Roots
- 1997: The Very Best of … Odyssey
- 1998: The Very Best of Odyssey
- 2000: Native New Yorkers
- 2002: Inside Out
- 2003: The Greatest Hits
- 2005: Legends (3 CDs)
- 2007: Best of Odyssey (2 CDs)
- 2009: Greatest Hits

### Singles
| Jahr | Titel Album                                   | Höchstplatzierung, Gesamtwochen, AuszeichnungChartplatzierungen (Jahr, Titel, Album, Platzierungen, Wochen, Auszeichnungen, Anmerkungen) | Höchstplatzierung, Gesamtwochen, AuszeichnungChartplatzierungen (Jahr, Titel, Album, Platzierungen, Wochen, Auszeichnungen, Anmerkungen) | Höchstplatzierung, Gesamtwochen, AuszeichnungChartplatzierungen (Jahr, Titel, Album, Platzierungen, Wochen, Auszeichnungen, Anmerkungen) | Höchstplatzierung, Gesamtwochen, AuszeichnungChartplatzierungen (Jahr, Titel, Album, Platzierungen, Wochen, Auszeichnungen, Anmerkungen) | Höchstplatzierung, Gesamtwochen, AuszeichnungChartplatzierungen (Jahr, Titel, Album, Platzierungen, Wochen, Auszeichnungen, Anmerkungen) | Höchstplatzierung, Gesamtwochen, AuszeichnungChartplatzierungen (Jahr, Titel, Album, Platzierungen, Wochen, Auszeichnungen, Anmerkungen) | Höchstplatzierung, Gesamtwochen, AuszeichnungChartplatzierungen (Jahr, Titel, Album, Platzierungen, Wochen, Auszeichnungen, Anmerkungen) | Anmerkungen                                                                                             | [↑]: gemeinsam behandelt mit vorhergehendem Eintrag; [←]: in beiden Charts platziert |
| Jahr | Titel Album                                   | DE | AT | CH | UK | US | R&B | Dance | Anmerkungen                                                                                             |                                                                                      |
| ---- | --------------------------------------------- | --- | --- | --- | --- | --- | --- | --- | --- | ------------------------------------------------------------------------------------ |
| 1977 | Native New Yorker Odyssey                     | — | — | — | UK5 Silber · (11 Wo.)UK | US21 (19 Wo.)US | R&B6 (20 Wo.)R&B | Dance3 (24 Wo.)Dance | Erstveröffentlichung: September 1977 Autoren: Sandy Linzer, Denny Randell Original: Frankie Valli, 1977 |                                                                                      |
| 1978 | Weekend Lover Odyssey                         | — | — | — | — | US57 (7 Wo.)US | R&B37 (12 Wo.)R&B | — | Erstveröffentlichung: April 1978 Autoren: Sandy Linzer, Denny Randell                                   |                                                                                      |
| 1980 | Hang Together                                 | — | — | — | — | — | — | Dance6 (26 Wo.)Dance | Erstveröffentlichung: März 1980 Autoren: L. Russell Brown, Sandy Linzer                                 |                                                                                      |
| 1980 | Don’t Tell Me, Tell Her Hang Together         | — | — | — | — | — | R&B44 (10 Wo.)R&B[Dance: ↑] | Dance6 (26 Wo.)Dance | Erstveröffentlichung: Mai 1980 Autoren: Doug James, Sandy Linzer                                        |                                                                                      |
| 1980 | Use It Up and Wear It Out Hang Together       | DE20 (15 Wo.)DE | — | — | UK1 Silber · (12 Wo.)UK | —[R&B: ↑] | — | Dance6 (26 Wo.)Dance | Erstveröffentlichung: Juni 1980 Autoren: Lawrence Russell Brown, Sandy Linzer                           |                                                                                      |
| 1980 | If You’re Looking for a Way Out Hang Together | — | — | — | UK6 Silber · (15 Wo.)UK | — | — | — | Erstveröffentlichung: September 1980 Autoren: Ralph Kotkov, Sandy Linzer                                |                                                                                      |
| 1981 | Hang Together                                 | — | — | — | UK36 (7 Wo.)UK | — | — | — | Erstveröffentlichung: Juli 1980 Autoren: Lawrence Russell Brown, Sandy Linzer                           |                                                                                      |
| 1981 | Going Back to My Roots I Got the Melody       | DE13 (26 Wo.)DE | AT14 (4 Wo.)AT | CH2 (9 Wo.)CH | UK4 Silber · (12 Wo.)UK | — | R&B68 (8 Wo.)R&B | Dance55 (9 Wo.)Dance | Erstveröffentlichung: Mai 1981 Autor und Original: Lamont Dozier, 1977                                  |                                                                                      |
| 1981 | It Will Be Alright I Got the Melody           | — | — | — | UK43 (5 Wo.)UK | — | — | — | Erstveröffentlichung: September 1981 Autoren: Allee Willis, David Foster, Jay Graydon                   |                                                                                      |
| 1982 | Inside Out Happy Together                     | — | — | — | UK3 Silber · (11 Wo.)UK | — | R&B12 (18 Wo.)R&B | Dance25 (14 Wo.)Dance | Erstveröffentlichung: Mai 1982 Autor: Jesse Rae                                                         |                                                                                      |
| 1982 | Magic Touch Happy Together                    | — | — | — | UK41 (12 Wo.)UK | — | — | — | Erstveröffentlichung: August 1982 Autor: David Courtney                                                 |                                                                                      |
| 1985 | (Joy) I Know It –                             | — | — | — | UK51 (5 Wo.)UK | — | — | — | Erstveröffentlichung: August 1985 Autor: Louise Lopez                                                   |                                                                                      |
| 1987 | Inside Out (87 Remix) The Greatest Hits       | — | — | — | UK86 (1 Wo.)UK | — | — | — | Erstveröffentlichung: September 1987 Remixe: John Morales, Sergio Munzibai                              |                                                                                      |

Weitere Singles
- 1978: Easy Come, Easy Go
- 1978: Single Again / What Time Does the Balloon Go Up (Medley)
- 1979: Lucky Star
- 1982: Easy Come, Easy Go / Hold de Mota Down (Medley)
- 1982: Together
- 1989: Going Back to My Roots (Flim Flam Remix) (Remix: Tolga Balkan)
- 1990: Going Back to My Roots (The Rich in Paradise Mix) (Remix: Oliver Momm)
- 2011: Legacy Remixes Edition 1
- 2011: Legacy Remixes Edition 2
- 2012: Weekend (Remixe)